# Porthcurno

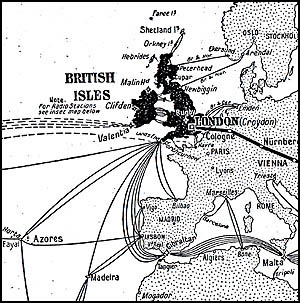
Karte aus dem 19. Jh., mit Kabeln von England in die Welt

Bucht von Porthcurno (2005)

MG-Stellungen aus dem Zweiten Weltkrieg (2005)

Porthcurno ist eine kleine Siedlung in der 9,7 km² großen Gemeinde St Levan an der Südwestküste Englands im ehemaligen District Penwith der Grafschaft Cornwall.
Größtenteils entstand die Siedlung im späten 19. Jahrhundert nach dem Aufkommen der elektrischen Überseekommunikation. Nachdem 1866 das erste dauerhafte Telegrafiekabel zwischen Irland und Amerika in Betrieb gegangen war, suchte man einen Platz in England, um weitere Seekabel anzulanden. Dazu schien das bei Porthcurno bestehende flach abfallende Tal mit einem kleinen Sandstrand in der sonst steilen Felsküste ideal. Auch ist die Bucht unbehelligt von Strömungen und Schiffen. Im Jahre 1870 wurden die ersten beiden Kabel nach Carcavelos in Portugal und zur 40 Meilen vor Land’s End liegenden Brisk verlegt, einem ehemaligen Sklavenschiff, das bis zum Kabelbruch zwei Monate lang als Signalstation für vorbeifahrende Schiffe diente. Der Betrieb der Telegrafiestation wurde 1872 von der neu gegründeten Eastern Telegraph Company Ltd. (ETC) übernommen, die 1928 mit der Marconi's Wireless Telegraph Company Ltd. zur Imperial and International Communications Ltd. fusionierte, welche 1934 in Cable & Wireless umbenannt wurde. In der Nähe in Poldhu wurde von Marconi auch die erste drahtlose Telegrafieverbindung über den Atlantik realisiert. 
Zwischen den beiden Weltkriegen des 20. Jahrhunderts wurden in Porthcurno insgesamt 14 Seekabel betrieben, die England bis nach Indien verbanden, und der Ort war damals die größte Seekabelstation der Welt. Während des Zweiten Weltkrieges entstand ab 1941 in den Klippen von Porthcurno ein umfangreiches unterirdisches Bunkersystem, das die technischen Anlagen vor deutschen Luftangriffen schützen sollte. Im Cable Office wurden über die Jahre viele Lehrlinge in Telegrafie und verwandten Berufen geschult. 1950 gründete Cable & Wireless ein College für Nachrichtentechnik, das bis 1993 betrieben wurde. Die letzten Telegraphenkabel wurden 1970 außer Betrieb genommen, exakt 100 Jahre nachdem das erste Kabel anlandete. 
Heute wird der Strand von mehreren Seekabelbetreibern als Anlandepunkt für Glasfaserkabel genutzt. Kurz nach Schließung des Colleges wurde in den Tunneln das Porthcurno Telegraph Museum eingerichtet. Gleich außerhalb liegt das seit 1932 bespielte Freilicht-Minack Theatre.